# جاناتان کتز
جاناتان کتز (به انگلیسی: Jonathan Katz) (زاده ۱ دسامبر ۱۹۴۶) بازیگر ، کمدین آمریکایی است.
از فیلم‌های معروف او می‌توان به بازی در کارمان تمام شده؟، اوضاع عوض می‌شود و ایالتی و اصلی اشاره کرد.